# Thecla wernickei
Thecla wernickei är en fjärilsart som beskrevs av Johannes Karl Max Röber 1903. Thecla wernickei ingår i släktet Thecla och familjen juvelvingar. Inga underarter finns listade i Catalogue of Life.